# Phorotrophus alcides
Phorotrophus alcides är en stekelart som först beskrevs av Wilkinson 1930.  Phorotrophus alcides ingår i släktet Phorotrophus och familjen brokparasitsteklar. Inga underarter finns listade i Catalogue of Life.